# 玄国寺
玄国寺（げんこくじ）は、東京都新宿区にある真言宗豊山派の寺院。

## 歴史
1601年（慶長6年）ごろに開山された。隣の諏訪神社の旧別当寺であった。
当寺の庫裏は、大正末期に維新の元勲岩倉具視の邸宅の一部を移築したものである。そのため岩倉家の家紋である「笹竜胆」を至るところに見ることができる。元来は洋風建築であったが和風に改造されている。
境内には、地蔵堂があり、「田植地蔵」と呼ばれる地蔵菩薩像がある。旗本土屋氏の屋敷から出土したことから「土屋地蔵尊」という別名もある。田植えの時期になると、旅の僧に扮して田植えを手伝ったという逸話から、そう呼ばれるようになった。

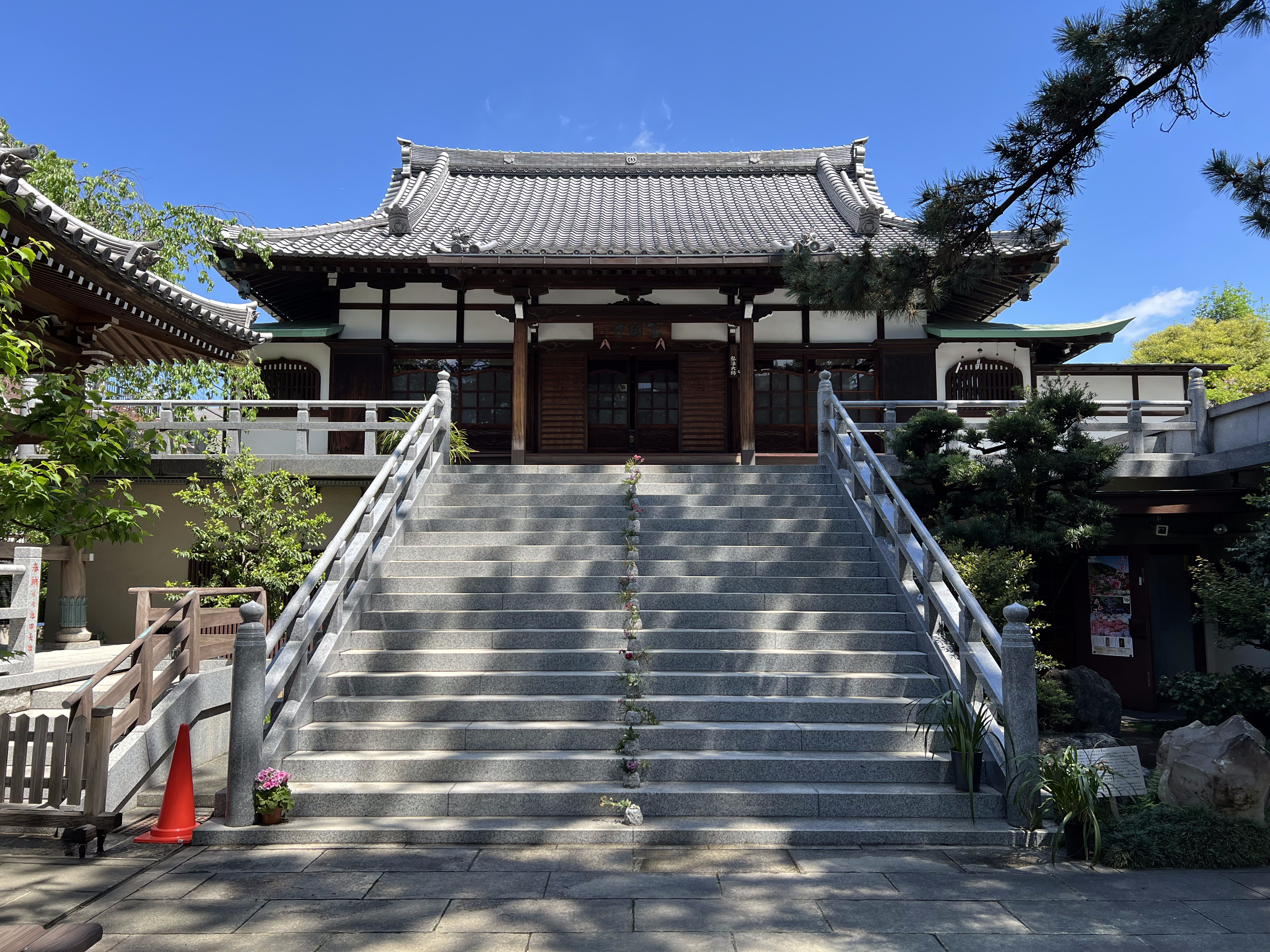
本堂
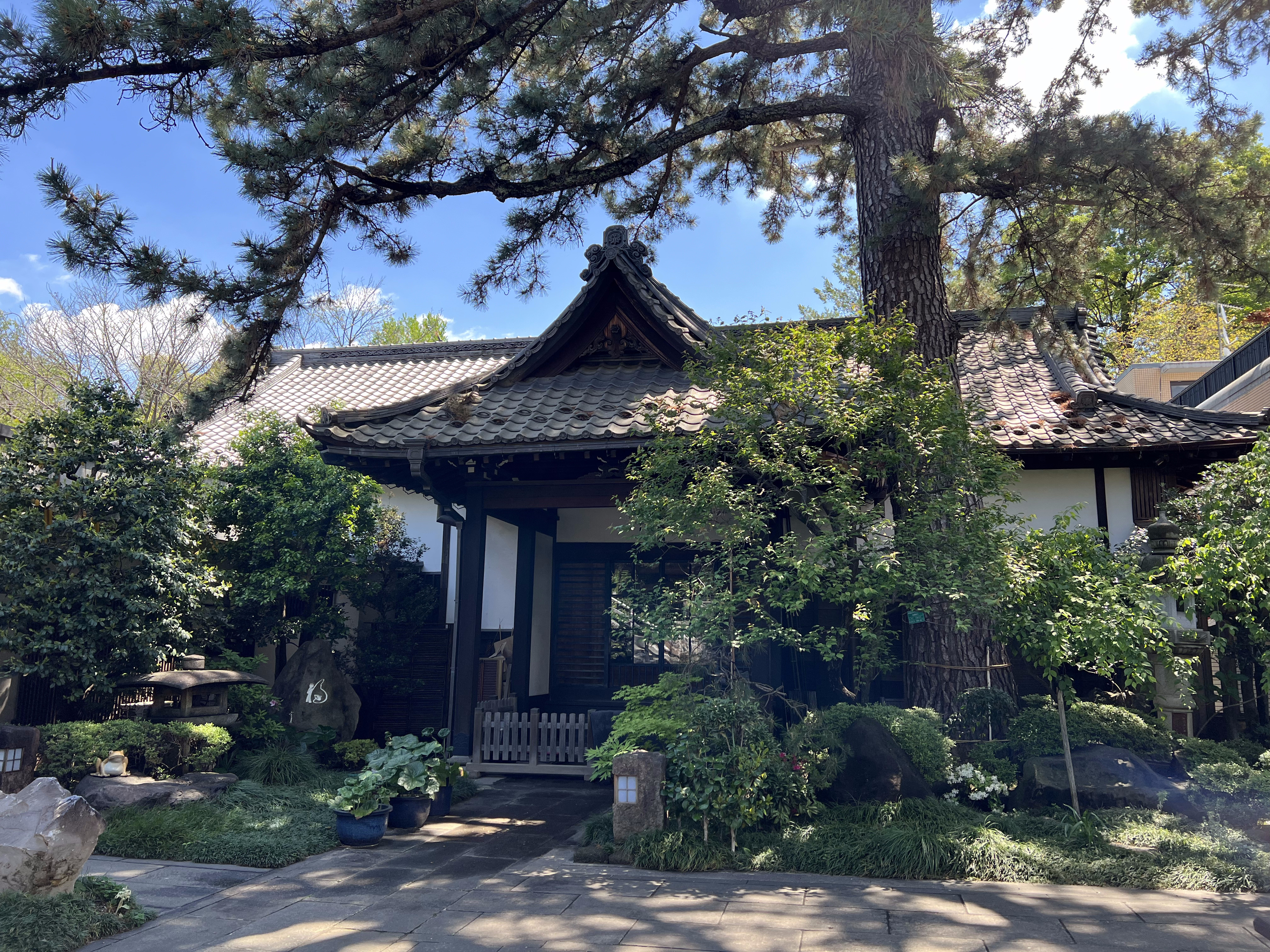
庫裡

## 交通アクセス
- 東京メトロ副都心線西早稲田駅より徒歩5分[1]。
- 新宿駅西口・渋谷駅・池袋駅東口・高田馬場駅よりバス(都営バス池86・早77・高71系統)「学習院女子大学前」下車